# Pristimantis lassoalcalai
Espèce
Statut de conservation UICN

 NT  : Quasi menacé
Pristimantis lassoalcalai est une espèce d'amphibiens de la famille des Craugastoridae.

## Répartition
Cette espèce est endémique de l'État de Zulia au Venezuela. Elle se rencontre à Rosario de Perijá entre 1 827 et 1 950 m d'altitude sur le Cerro Las Antenas dans la Sierra de Perijá.

## Étymologie
Cette espèce est nommée en l'honneur d'Oscar Lasso-Alcala.

## Publication originale
- Barrio-Amorós, Rojas-Runjaic & Barros, 2010 : Two new Pristimantis (Anura: Terrarana: Strabomantidae) from the Sierra de Perijá, Venezuela. Zootaxa, no 2329, p. 1–21.